# فرانز سيجل
فرانز سيجل (بالألمانية: Franz Sigel)‏ (و. 1824 – 1902 م) هو ضابط، وسياسي، وثوري، وصحفي ألماني، ولد في سينسهايم، كان عضوًا في الحزب الجمهوري، وكان عضوًا في الحزب الديمقراطي، ويحمل رتبة عسكرية ملازم، توفي في نيويورك، عن عمر يناهز 78 عاماً.

## مناصب
تولى منصب وزير دولة ‏
.

## الخدمة العسكرية
خدم في جيش الاتحاد، وخدم في القوات البرية للولايات المتحدة.

## روابط خارجية
- فرانز سيجل على موقع الموسوعة البريطانية (الإنجليزية)